# أليسون بست
أليسون بست (بالإنجليزية: Alyson Best)‏ هي ممثلة أسترالية، ولدت في 29 سبتمبر 1960 في أستراليا.

## وصلات خارجية
- أليسون بست على موقع IMDb (الإنجليزية)
- أليسون بست على موقع قاعدة بيانات الفيلم (الإنجليزية)